# 克罗地亚塞族人旗

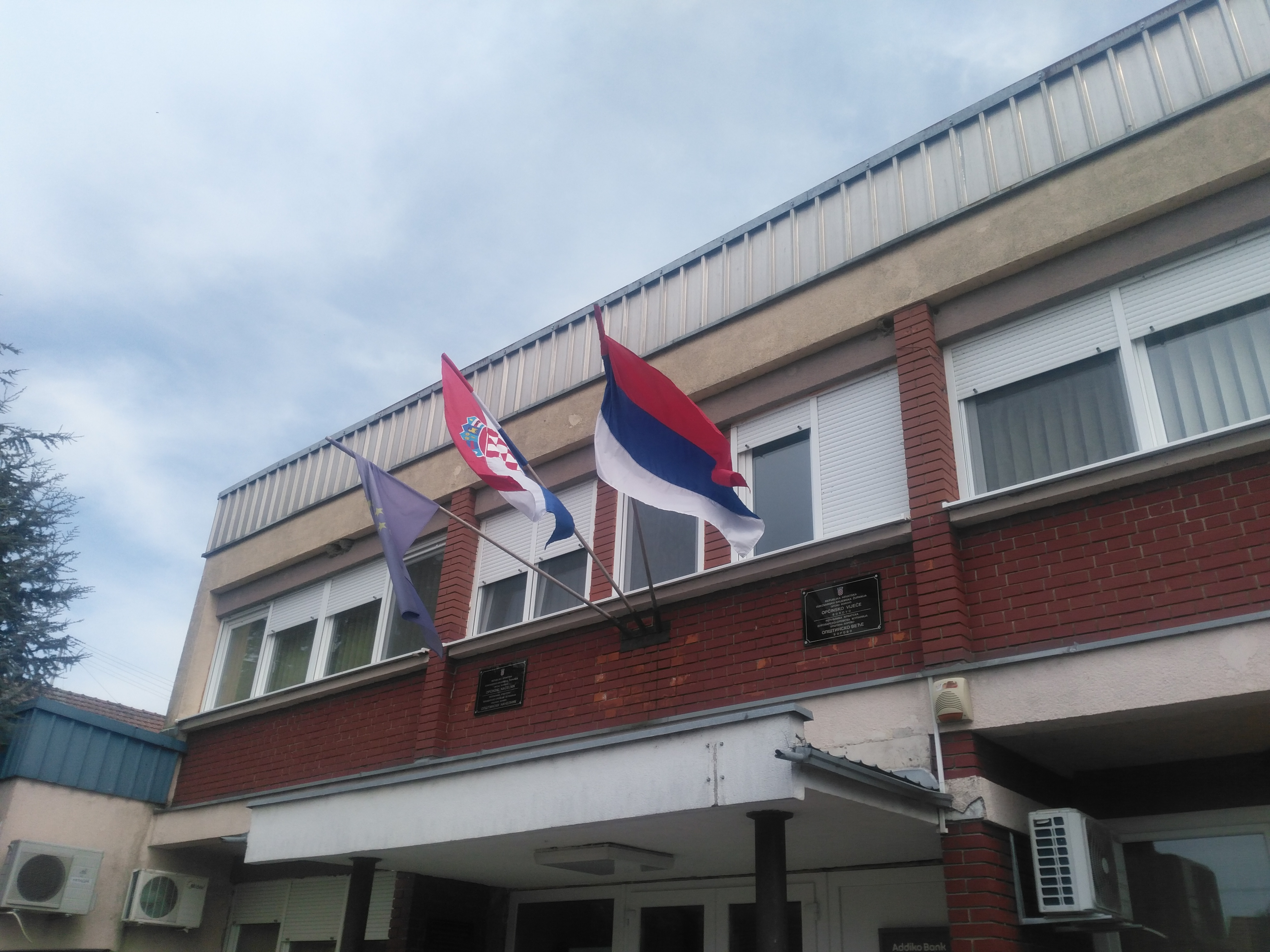

克罗地亚塞族人旗，正式名称为克罗地亚共和国塞尔维亚少数民族旗，又称三色旗，是克罗地亚塞族人的代表旗帜，于2005年4月9日经塞族民族委员会批准，经克罗地亚少数民族委员会同意正式启用。这面旗帜和克罗地亚国旗都由红、白、蓝三种泛斯拉夫颜色上下排列而成，但排列顺序不同，也少了克罗地亚国徽，更近似塞族共和国国旗和无国徽的塞尔维亚国旗。这面旗帜于2007年7月8日由塞尔维亚驻克罗地亚大使交予克罗地亚塞族人代表，代表塞尔维亚官方认可这面旗帜。
目前使用的克罗地亚塞族人旗上并未有任何徽章，但新的塞族人旗上有可能加入历史上奥匈帝国军政国境地带的标志。

## 旗帜历史
塞尔维亚公国宪法规定三色旗的颜色为亮红色、白色和墨色。以俄国为首的势力批评这部宪法，特别提到这面三色旗与法国大革命时期的旗帜过于相似。不久后，塞国大公米洛什·奥布雷诺维奇要求朴特制定新宪法时必须包含旗帜和徽章的专门规定。1835年，奥斯曼帝国发布敕令，允许塞尔维亚人使用自己的船旗，形成了今日所见的上红、中蓝、下白的样式。

## 使用规定
根据塞族民族委员会制定的《关于克罗地亚塞尔维亚少数民族旗的决定》，塞族人旗的使用必须在强调塞族人尊严和荣耀的场合按规使用，不得使用残破、脏污、破裂或以任何方式破坏的旗帜。

## 历史上使用过的旗帜

塞尔维亚-克罗地亚友好旗（1905–1918年）
塞尔维亚克拉伊纳共和国国旗（1991-1995年）
克拉伊纳塞尔维亚人自治州旗（1995-1998年）
塞尔维亚社会主义共和国国旗，同时由克罗地亚社会主义共和国境内的塞族人使用
塞尔维亚克拉伊纳共和国军旗